# Фабричное (Запорожская область)
Фабричное (укр. Фабричне) — село,
Остриковский сельский совет,
Токмакский район,
Запорожская область,
Украина.
Код КОАТУУ — 2325283607. Население по переписи 2001 года составляло 151 человек.

## Географическое положение
Село Фабричное находится на левом берегу реки Токмачка,
выше по течению на расстоянии в 1,5 км расположено село Снегуровка,
ниже по течению на расстоянии в 2,5 км расположено село Луговка.
Через село проходит автомобильная дорога Т-0813.

## История
- 1864 год — дата основания как село Фабрикервизе (Fabrikerwiese).
- До 1871 года село входило в Молочанский меннонитский округ Бердянского уезда.[2]
- В 1945 году переименовано в село Фабричное[3].